# The Inner Tour
The Inner Tour è un documentario del 2001 diretto da Ra'anan Alexandrowicz.

## Trama
Un viaggio in autobus di un gruppo di palestinesi della Cisgiordania che, in tre giorni, attraversano Israele.

Un tour all'epoca, precedente alla Seconda Intifada, ancora possibile per i palestinesi che potevano attraversare la Linea Verde con uno speciale lasciapassare, uscendo dai territori occupati della Cisgiordania.

## Riconoscimenti
- 2001 - Vancouver International Film Festival
  - Miglior documentario